# Leif Nordenstorm
Leif Gunnar Eliudsson Nordenstorm, född 26 september 1960 i Kiruna, är en svensk präst i Svenska kyrkan, religionshistoriker samt sedan 2011 direktor för Stiftelsen Fjellstedtska skolan. 

## Verksamhet
Nordenstorm, som är filosofie kandidat och teologie doktor, har varit kyrkoherde i Överluleå, Sävasts och Gunnarsbyns församlingar 1994–2010, samt 2010–2011 komminister i Danmark-Funbo församling och timlärare i religionshistoria vid Johannelunds teologiska högskola. Som religionshistoriker är Leif Nordenstorm inriktad framför allt på Syd- och Östasiens religioner, nya religioner och fornnordisk religion. Hans licentiatavhandling behandlar dödande vid begravningar i den yngre järnålderns gravritual i Norden, och doktorsavhandlingen behandlar den japanska nya religionen Omoto.
Nordenstorm är politiskt aktiv för Liberalerna i Uppsala kommun.
Han har varit redaktör för La Espero, den svenska esperantotidningen. Han är även medlem i Svenska Frimurareorden.